# Peter Holiday
Peter John Holiday (* 11. Januar 1952 in Durban) ist ein südafrikanischer Geistlicher und emeritierter römisch-katholischer Bischof von Kroonstad.

## Leben
Peter Holiday empfing am 10. Dezember 1992 das Sakrament der Priesterweihe für das Erzbistum Johannesburg.
Am 1. April 2011 ernannte ihn Papst Benedikt XVI. zum Bischof von Kroonstad. Der Erzbischof von Bloemfontein, Jabulani Adatus Nxumalo OMI, spendete ihm am 25. Juni desselben Jahres die Bischofsweihe; Mitkonsekratoren waren der Erzbischof von Kapstadt, Stephen Brislin, und der Erzbischof von Johannesburg, Buti Joseph Tlhagale OMI.
Papst Franziskus nahm am 12. Dezember 2022 sein vorzeitiges Rücktrittsgesuch an.